# Ivanečko Naselje
Ivanečko Naselje is een plaats in de gemeente Ivanec in de Kroatische provincie Varaždin. De plaats telt 237 inwoners (2001).